# Joaquín Albaladejo
Albaladejo  Martínez est un nom espagnol. Le premier nom de famille, en général paternel, est Albaladejo ; le second, en général maternel, souvent omis, est Martínez.
Joaquín Albaladejo Martínez, né le 11 septembre 1973, est un homme politique espagnol membre du Parti populaire (PP).
Il est élu député de la circonscription d'Alicante lors des élections générales de décembre 2015.

## Biographie

### Profession
Il est licencié en droit et agent chargé de la propriété immobilière ainsi qu'administrateur des propriétés urbaines.

### Carrière politique
Il est conseiller municipal de Torrevieja et député provincial.
Le 20 décembre 2015, il est élu député pour Alicante au Congrès des députés et réélu en 2016.